# Кубок Первого канала (фигурное катание)
Кубок Первого канала — коммерческий турнир по фигурному катанию, организованный Федерацией фигурного катания на коньках России и Первым каналом.
Проводился 3 раза с периодичностью приблизительно 1 раз в год. Каждый год включал в себя соревнование команд, и в некоторые годы — прыжковый турнир.
| Время                 | Место                             |
| --------------------- | --------------------------------- |
| с 5 по 7 февраля 2021 | Москва, дворец спорта «Мегаспорт» |
| с 25 по 27 марта 2022 | Саранск                           |
| 21 и 22 января 2023   | Москва, ЦСКА арена                |

## 2021
Соревнования прошли с 5 по 7 февраля 2021 года в Москве в дворце спорта «Мегаспорт». Кубок включал в себя два этапа с раздельным зачетом — прыжковый турнир и командные соревнования. Прыжковый турнир проводился в первый день соревнований, в нём соревновались 2 команды по 4 участника: женщины против мужчин. По завершении турнира были сформированы команды для последующих двух дней соревнований: «Красная машина» и «Время первых». Капитаны команд — Алина Загитова и Евгения Медведева — по очереди приглашали фигуристов в свои команды. В командных соревнованиях приглашенные фигуристы соревновались в короткой, произвольной программах мужского, женского одиночного катания, парного фигурного катания и спортивных танцах на льду, их результаты суммировались для командных очков. Лучшая команда определялась по общей сумме баллов. Судейство прыжкового турнира осуществлялось по старой судейской системе «6,0», а командных соревнований — по действующей системе ISU. Общий призовой фонд кубка составил 10 млн рублей, из них 1 млн рублей — призовой фонд прыжкового турнира.
Прямую трансляцию Кубка осуществлял «Первый канал». Трансляции проведены в дни соревнований: официальные тренировки, жеребьевка, прыжковый фестиваль, короткая и произвольная программы.

### Прыжковый турнир
Участники прыжкового турнира были определены заранее. В команду мужчин вошли Михаил Коляда, Макар Игнатов, Дмитрий Алиев и Андрей Мозалёв. В команду женщин — Анна Щербакова, Александра Трусова, Елизавета Туктамышева и Камила Валиева. За судейскими столиками расположились Татьяна Тарасова, Тамара Москвина, Елена Чайковская, Аделина Сотникова и Максим Траньков. Баллы каждому фигуристу выставлялись как сумма двух оценок: за техническую сложность и за качество исполнения. Сложность оценивалась по действующей шкале оценок ISU, а качество — как средняя оценка судейской панели, применявшей старую систему «6,0». Турнир был разбит на 3 раунда.
В первом участники прыгали парами — по одному из каждой команды выполняя один и тот же элемент. Камила Валиева и Михаил Коляда открыли турнир исполнением каскада тройной лутц — тройной тулуп. Следом исполняли тройной аксель Елизавета Туктамышева и Макар Игнатов. Далее фигуристы подняли планку до четверных прыжков. Александра Трусова и Дмитрий Алиев выполняли четверной тулуп, а Анна Щербакова и Андрей Мозалёв показали каскад четверной флип — тройной тулуп. При выполнении своих элементов ошибки допустили Елизавета Туктамышева, упавшая с тройного акселя, и Александра Трусова, коснувшаяся руками льда на выезде с прыжка. Остальные участники выполнили свои элементы чисто. В результате суммирования средних баллов за каждый элемент первый раунд выиграла команда мужчин: 68,7 против 66,54.
Во втором раунде каждый участник прыгал один сольный элемент на свой выбор. В этот раз женщины были заметно сильнее, не допустив ни одной серьёзной ошибки. Елизавета Туктамышева показала идеальный тройной аксель, Александра Трусова и Анна Щербакова — четверной лутц, а Камила Валиева — четверной тулуп. Из мужчин чистым прыжок получился только у Дмитрия Алиева, прыгнувшего четверной лутц. Михаил Коляда и Макар Игнатов допустили падения с тулупа и риттбергера, а Андрей Мозалёв сорвал четверной флип. По сумме баллов за первые два раунда вперед вышла команда женщин: 131,02 балла против 128,96 у мужчин.
В заключительном раунде организаторы дали волю своей фантазии и разрешили спортсменам исполнять до пяти прыжков в каскаде. Елизавета Туктамышева сделала каскад из тройного лутца и четырёх двойных акселей. Михаил Коляда сорвал каскад, сделав ошибку на первом же прыжке — все судьи поставили 0 баллов. Александра Трусова без ошибок исполнила каскад четверной лутц — тройной тулуп — ойлер — тройной сальхов — тройной тулуп. Макар Игнатов чисто сделал четверной тулуп — тройной тулуп — ойлер — тройной сальхов — двойной тулуп. Анна Щербакова безошибочно исполнила каскад четверной флип — тройной тулуп — тройной риттбергер — ойлер — тройной сальхов. Дмитрий Алиев упал с первого же прыжка — четверного тулупа, каскад был сорван. Камила Валиева сделала каскад четверной тулуп — тройной тулуп — тройной тулуп — ойлер — тройной сальхов чисто. Андрей Мозалёв исполнил четверной тулуп — тройной тулуп — ойлер — тройной сальхов — двойной тулуп с помаркой.
В результате крайне неудачного для мужчин третьего раунда, по итогам соревнований команда женщин одержала убедительную победу с отрывом более чем в 50 баллов. Итоговый командный счет — 246,3 : 194,78.
| Спортсмен             | 1 раунд | 2 раунд | 3 раунд | Сумма баллов |
| --------------------- | ------- | ------- | ------- | ------------ |
| Женщины               |         |         |         |              |
| Анна Щербакова        | 21,16   | 17,48   | 30,9    | 69,54        |
| Александра Трусова    | 17,18   | 17,5    | 30,7    | 65,38        |
| Камила Валиева        | 16,1    | 15,5    | 28,7    | 60,3         |
| Елизавета Туктамышева | 12,1    | 14,0    | 24,98   | 51,08        |
| Сумма женщин          | 67.2    | 64,48   | 115,28  | 246,3        |
| Мужчины               |         |         |         |              |
| Андрей Мозалёв        | 21,14   | 14,8    | 25,56   | 61,5         |
| Макар Игнатов         | 14,0    | 14,52   | 25,8    | 54,32        |
| Дмитрий Алиев         | 17,48   | 17,4    | 13,16   | 48,04        |
| Михаил Коляда         | 16,08   | 13,54   | 1,3     | 30,92        |
| Сумма мужчин          | 68,7    | 60,26   | 65,82   | 194,78       |

Таким образом, в общем индивидуальном зачете первые два места также заняли женщины. Тройка лучших сформировалась следующим образом:
1. Анна Щербакова — 69,54 балла
2. Александра Трусова — 65,38 балла
3. Андрей Мозалёв — 61,50 балла

### Командное соревнование

##### Участники
|                | Красная Машина                                                                                                 | Время Первых                                                                                               |
| Мужчины        | - Дмитрий Алиев - Макар Игнатов - Андрей Мозалёв                                                               | - Михаил Коляда - Марк Кондратюк - Александр Самарин                                                       |
| Женщины        | - Камила Валиева - Дарья Усачева - Анна Щербакова                                                              | - Майя Хромых - Александра Трусова - Елизавета Туктамышева                                                 |
| Парное катание | - Дарья Павлюченко — Денис Ходыкин - Евгения Тарасова — Владимир Морозов                                       | - Александра Бойкова — Дмитрий Козловский - Анастасия Мишина — Александр Галлямов                          |
| Танцы на льду  | - Тиффани Загорски — Джонатан Гурейро - Аннабель Морозов — Андрей Багин - Елизавета Худайбердиева — Егор Базин | - Анастасия Скопцова — Кирилл Алешин - Александра Степанова — Иван Букин - Софья Шевченко — Игорь Еременко |

#### Победители
В 2021 году на дебютном турнире команда Алины Загитовой «Красная машина» одержала победу в командном турнире сборной России, набрав 2634,95 балла. Команда Евгении Медведевой «Время первых» набрала 2606,21 балла.

## 2022
Соревнование прошло в Саранске.

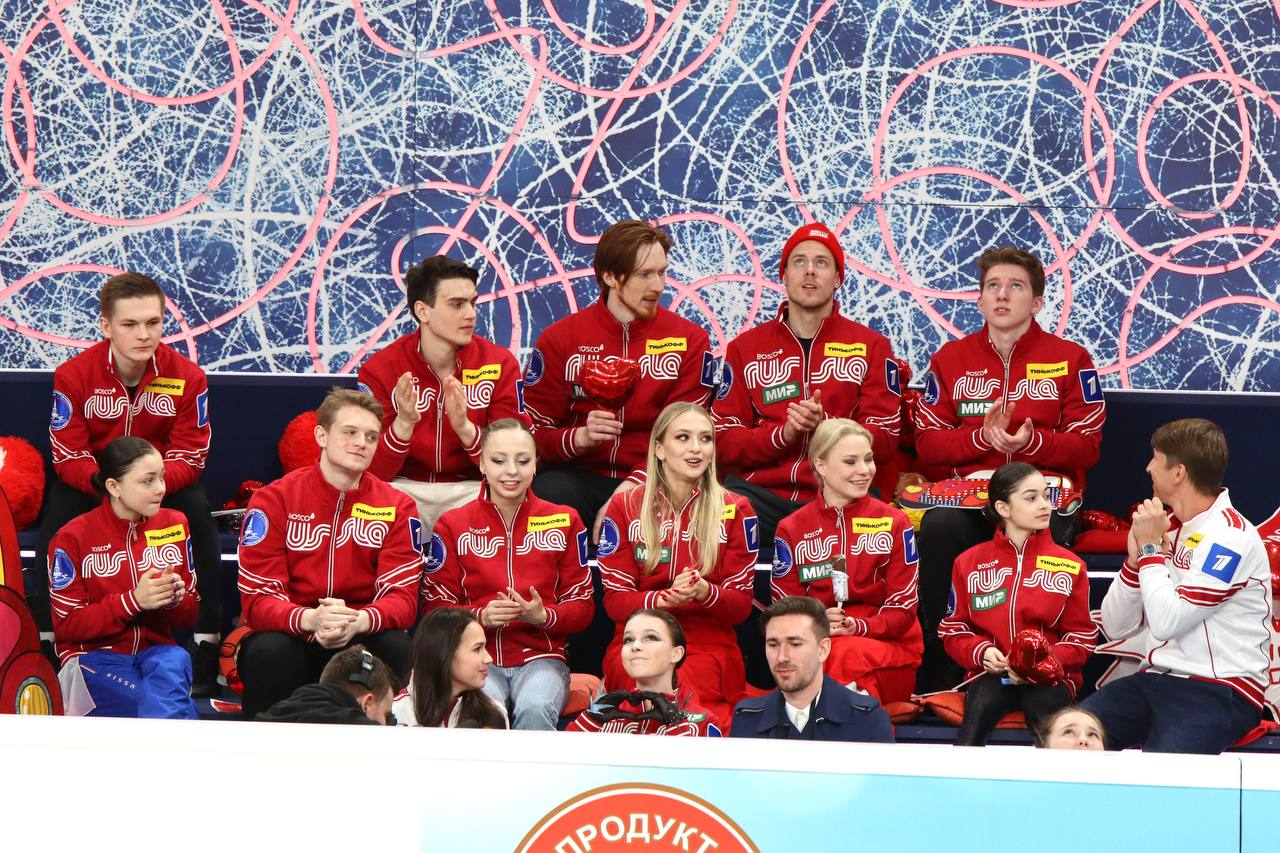
Команда «Красная машина»

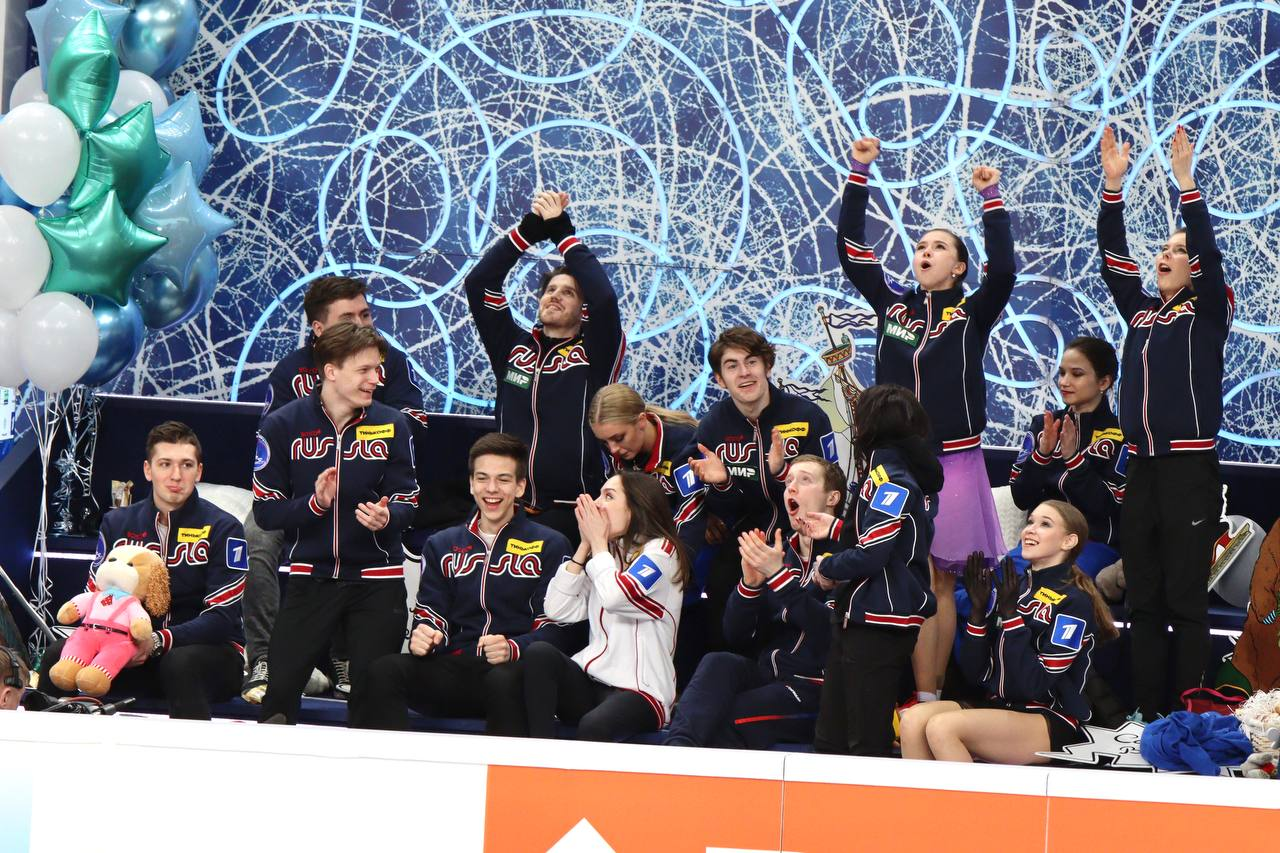
Команда «Время первых»

Капитанами командной части соревнований были Анна Щербакова и Марк Кондратюк.
Общий призовой фонд кубка составил 23 млн рублей. В первый день соревнований за победу в прыжковом турнире команда «Красная машина» выиграла 3 миллиона рублей, а команда «Время первых» — 2 млн. Потом Кондратюк выиграл индивидуальный прыжковый турнир, получив еще 500 тыс. рублей.

### Участники
|                | Красная Машина                                                                  | Время Первых                                                               |
| Мужчины        | - Макар Игнатов - Михаил Коляда - Андрей Мозалёв                                | - Марк Кондратюк - Александр Самарин - Евгений Семененко                   |
| Женщины        | - Анна Щербакова - Софья Акатьева - Аделия Петросян - Софья Самоделкина         | - Камила Валиева - Елизавета Туктамышева - Майя Хромых                     |
| Парное катание | - Евгения Тарасова — Владимир Морозов - Александра Бойкова — Дмитрий Козловский | - Анастасия Мишина — Александр Галлямов - Дарья Павлюченко — Денис Ходыкин |
| Танцы на льду  | - Виктория Синицина — Никита Кацалапов                                          | - Александра Степанова — Иван Букин                                        |

В 2022 году победу одержала команда Анны Щербаковой «Красная машина» с 145 балла, команда Марка Кондратюка «Время первых» набрала 141 балла.

## 2023
Соревнования прошли под названием «Тинькофф Кубок Первого канала». Особенностью турнира было выступление танцевальных пар отдельно от основной программы. Танцевальные пары не оценивались и их прокаты прошли в формате демонстрационных выступлений. Прыжковый турнир в составе К1К не проводился, его на этот год представили в виде самостоятельного соревнования «Чемпионат России по прыжкам».
Также как и в предыдущие годы, соревновались две команды. Команда красных сохранила название «Красная Машина» (команда Загитовой). Команда синих (команда Валиевой) на этот год использовала название «Нас не догонят».

### Участники
|                | Красная Машина                                                                    | Нас не догонят                                                                                   |
| Мужчины        | - Пётр Гуменник - Артём Ковалев - Глеб Лутфуллин - Александр Самарин              | - Дмитрий Алиев - Макар Игнатов - Андрей Мозалёв - Евгений Семененко                             |
| Женщины        | - Софья Акатьева - Алина Горбачёва - Аделия Петросян - Вероника Яметова           | - Софья Муравьёва - Софья Самоделкина - Елизавета Туктамышева - Анастасия Зинина - Ксения Гущина |
| Парное катание | - Анастасия Мишина — Александр Галлямов - Евгения Тарасова — Владимир Морозов     | - Александра Бойкова — Дмитрий Козловский - Ясмина Кадырова — Валерий Колесов                    |
| Танцы на льду  | - Елизавета Худайбердиева — Егор Базин - Василиса Кагановская — Валерий Ангелопол | - Софья Тютюнина — Андрей Багин - Елизавета Шанаева — Павел Дрозд                                |

Во время прокатов женщинами коротких программ упала и не смогла встать без посторонней помощи Анастасия Зинина. На следующий день во время произвольных программ её заменяла Ксения Гущина.
Формат соревнования менялся по его ходу, в первую очередь по причине выбывания Зининой, не сумевшей показать свою программу до конца.
В 2023 году победила команда Алины Загитовой «Красная машина», набрав 2344,24 балла. Команда Камилы Валиевой «Нас не догонят» набрала 2275,42 балла.